# RPWL
RPWL – niemiecki zespół muzyczny pochodzący z Freising w Bawarii. Ich muzykę można zakwalifikować jako rock progresywny z elementami artrocka.
W muzyce zespołu widać duży wpływ twórczości Pink Floyd (uważanych za „ojców” tzw. rocka psychodelicznego), zaczynała ona w roku 1997 od grania coverów właśnie tego zespołu. Szybko jednak wypracowała swój własny styl i na albumach prezentuje swój autorski repertuar. Sama nazwa „RPWL” pochodzi od pierwszych liter nazwisk muzyków z początkowego składu zespołu (Risettio-Postl-Wallner-Lang).
W styczniu 2005 wydany został album World Through My Eyes. Można go kupić na tradycyjnej płycie Audio CD, jak również jako SACD. Gościnnym wokalistą, użyczającym swojego głosu do piosenki Roses jest Ray Wilson.
W lutym 2008 roku ujrzała światło dzienne kolejna płyta zespołu zatytułowana „The RPWL Experience”. Wersja digipakowa jest poszerzona o 2 dodatkowe utwory: „Alone And Scared” i „Reach The Sun”. Na albumie znalazł się też jeden cover – antywojenny song Boba Dylana – „Masters of War”.
W lutym 2009 w Teatrze im. S. Wyspiańskiego w Katowicach zespół wystąpił jako główna gwiazda drugiego dnia ProgRock Festival.
Materiał z tego koncertu znalazł się na najnowszym koncertowym wydawnictwie zespołu – „The RPWL Live Experience”.
Poza muzyką na DVD można obejrzeć wywiady z Yogim Langiem i Kalle Wallnerem, wideoklip do „Breathe In, Breathe Out” oraz reportaż z trasy koncertowej z 2006 roku. W wersji limitowanej wydawnictwo dostępne jest w zestawie z dwiema płytami audio z zapisem koncertu.
W kwietniu zespół gościł na kolejnej trasie koncertowej po Polsce a we wrześniu wystąpił na specjalnych koncertach w hołdzie zmarłemu 15 września 2008 klawiszowcowi
Pink Floyd, Richardowi Wrightowi. Zespół zagrał utwory z repertuaru Pink Floyd z albumów „The Dark Side of The Moon”, „Animals”, „Wish You Were Here” oraz na bis kilka własnych.
Muzycy zespołu pracują również nad karierą solową.
Kalle Wallner założył zespół Blind Ego i wydał jak dotąd trzy albumy: w roku 2007 „Mirror”, w roku 2009 „Numb”, w którego nagraniu wziął udział Yogi Lang oraz Igor Cavalera, oraz w roku 2020 „Preaching to the Choir”.
Basista – Chris Postl założył swój zespół Parzivals Eye i 9 września 2009 wydał swoją solową płytę „Fragments” a 18 maja 2015 kolejną zatytułowaną „Defragments”.

## Muzycy
Obecny skład zespołu
- Yogi (właściwie: Jurgen) Lang – śpiew, instrumenty klawiszowe (od 1997)
- Karlheinz Wallner – gitara (od 1997)
- Marc Turiaux – perkusja (od 2008)
- Markus Grützner – gitara basowa (od 2022)

Byli członkowie
- Phil Paul Rissettio – perkusja (1997-2003)
- Christian Postl – gitara basowa (1997-2002, 2005-2010)[2]
- Andreas Wernthaler – instrumenty klawiszowe (2002-2003)
- Stephan Ebner – gitara basowa (2002-2005)
- Werner Taus – gitara basowa (2010-2018)
- Manni Müller – perkusja (2003-2008)
- Markus Jehle – instrumenty klawiszowe (2009-2022)

## Dyskografia
- 2000 – God Has Failed
- 2002 – Trying to Kiss the Sun
- 2003 – Stock (+DVD)
- 2005 – World Through My Eyes Audio – CD oraz hybryda SACD/CD z bonusowym utworem
- 2005 – Start the Fire (Live 2CD)
- 2007 – 9 (Limited Edition) – 999 numerowanych ręcznie egzemplarzy
- 2008 – The RPWL Experience – 2 wydania – drugie z 2 dodatkowymi utworami
- 2009 – The RPWL Live Experience – koncertowa – 3 wydania: DVD, 2CD, 2CD+DVD
- 2010 – The Gentle Art of Music
- 2012 – Beyond Man and Time
- 2014 – Wanted 3 wydania – CD, CD+DVD, 2LP
- 2019 – Tales from Outer Space
- 2023 - Crime Scene[3]